# NGC 4211B
NGC 4211B је лентикуларна галаксија у сазвежђу Береникина коса која се налази на NGC листи објеката дубоког неба.
Деклинација објекта је + 28° 10' 10" а ректасцензија 12h 15m 37,3s. Привидна величина (магнитуда) објекта NGC 4211 износи 14,3 а фотографска магнитуда 15,2. NGC 4211B је још познат и под ознакама UGC 7277, MCG 5-29-43, CGCG 158-53, KCPG 327B, ARP 106, VV 199, PGC 39195.